# Bad Doberan
Bad Doberan (česky Dobřany) je německé lázeňské městečko u Baltského moře, 30 km východně od Wismaru a 15 km západně od Rostocku. Na JZ okraji města jsou zachovalé zbytky cisterciáckého kláštera s dómem a asi 8 km na SZ je Heiligendamm, nejstarší mořské lázně v Německu. Severně od města je přírodní rezervace Conventer See.

## Historie
U původní slovanské osady Dobran nebo Dobřany založil roku 1171 kníže Pribislav cisterciácký klášter, který však po jeho smrti 1179 jeho odpůrci vypálili a všechny mnichy pobili. Roku 1186 byl klášter znovu založen, roku 1232 byl vysvěcen románský kostel, který však 1291 po úderu blesku vyhořel. V letech 1295-1368 byl vybudován dnešní dóm a další klášterní budovy ve slohu cihlové gotiky. Klášter velmi vzkvétal a od roku 1430 byl jeho opat také kurátorem nedávno založené univerzity v Rostocku. Roku 1552 byl klášter zrušen a jeho majetek připadl schwerinskému hraběti. Ve třicetileté válce městečko i klášter silně utrpěly.
Roku 1793 založil meklenburský hrabě v Heiligendammu první mořské lázně a anglický park, roku 1822 se v Doberanu pořádaly první koňské dostihy podle anglického vzoru a do městečka se sjížděla romantická šlechta i bohatí měšťané. Klášter sice dále chátral, ale protože ležel na opačné straně města, nebyl zbořen. Roku 1884 byl Doberan připojen na železnici z Wismaru do Rostocku a 1886 vznikla úzkorozchodná železnice do Heiligendammu a později až do lázní Kühlungsbornu. Koncem 19. století byl klášterní dóm opraven a regotizován.
Město získalo status letoviska a předponu Bad v roce 1921. Ve 20. století se lázeňský život přesunul do Kühlungsbornu a Doberan spíše upadal. V 70. letech zde vznikla panelová sídliště a po roce 1991 po zániku NDR bylo město i klášter důkladně obnoveny.

## Doprava
Bad Doberan leží na železnici Wismar – Rostock a 16 km severně od dálnice A 20.

## Pamětihodnosti
- Klášter Doberan, asi 3 km JV od středu města, je významná památka cihlové gotiky s velkolepým dómem (trojlodí s věncem kaplí, vnitřní délka 76 m, výška 26 m) s velmi cenným gotickým vnitřním zařízením (křídlový oltář, chórové lavice, triumfální kříž i zvony ze 14. století). Zachovala se také řada klášterních budov (pivovar, sýpky, skladiště, hřbitovní kaple) a hradba velikého klášterního okruhu, vesměs ze 14. století. Po necitlivé regotizaci koncem 19. století byl celý objekt po roce 1991 důkladně opraven.
- Heiligendamm s empirovým pavilonem, sochami a památníky.
- Muzeum místních lázní v bývalém domě architekta Möckela.
- Anglický park a přírodní rezervace s jezerem Conventer See na sever od města.
- Úzkorozchodná železnice "Molli", která projíždí ulicemi města.

## Partnerská města
- Bad Schwartau, Šlesvicko-Holštýnsko, 1989

## Galerie

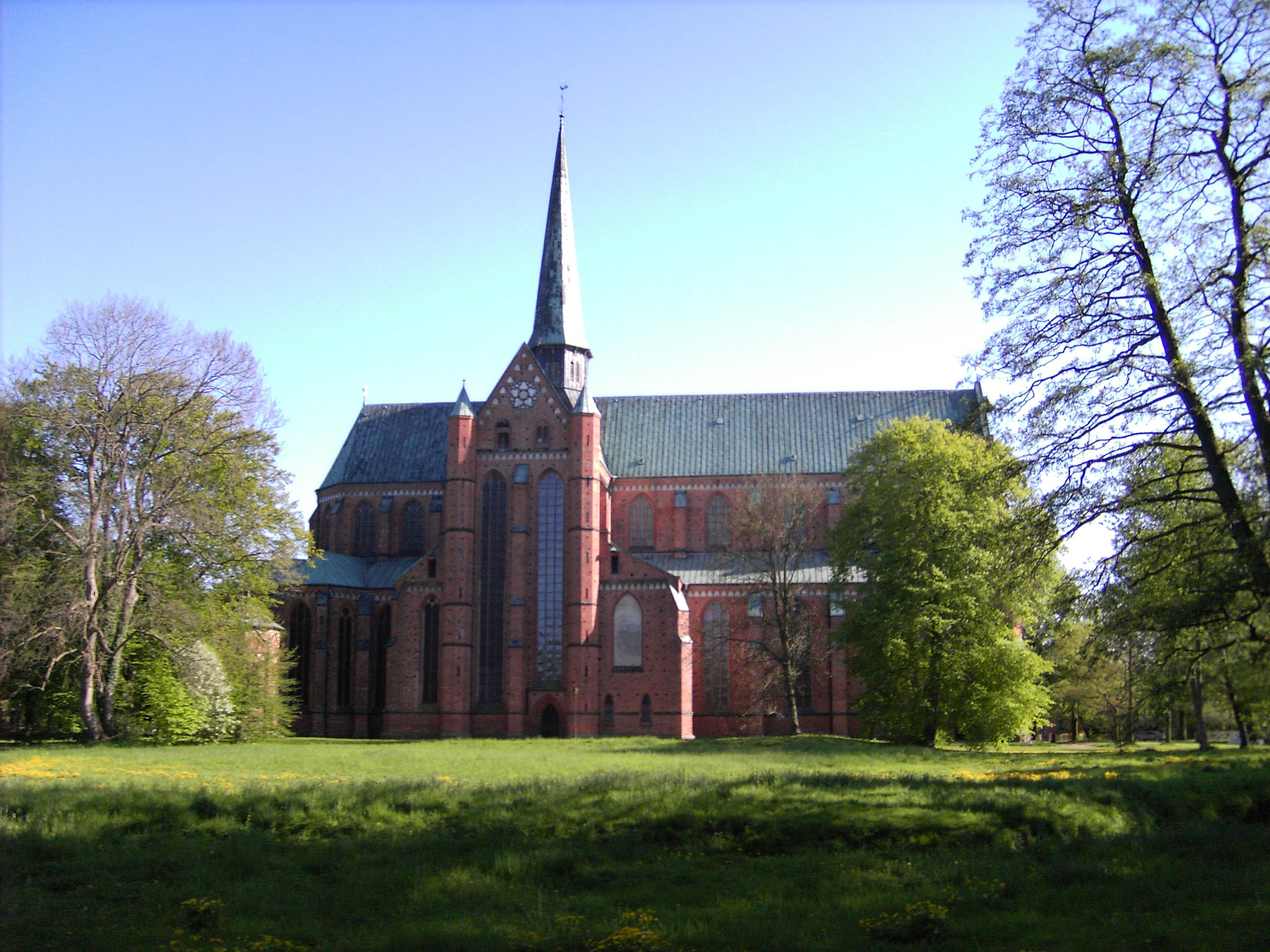
Dóm od jihu
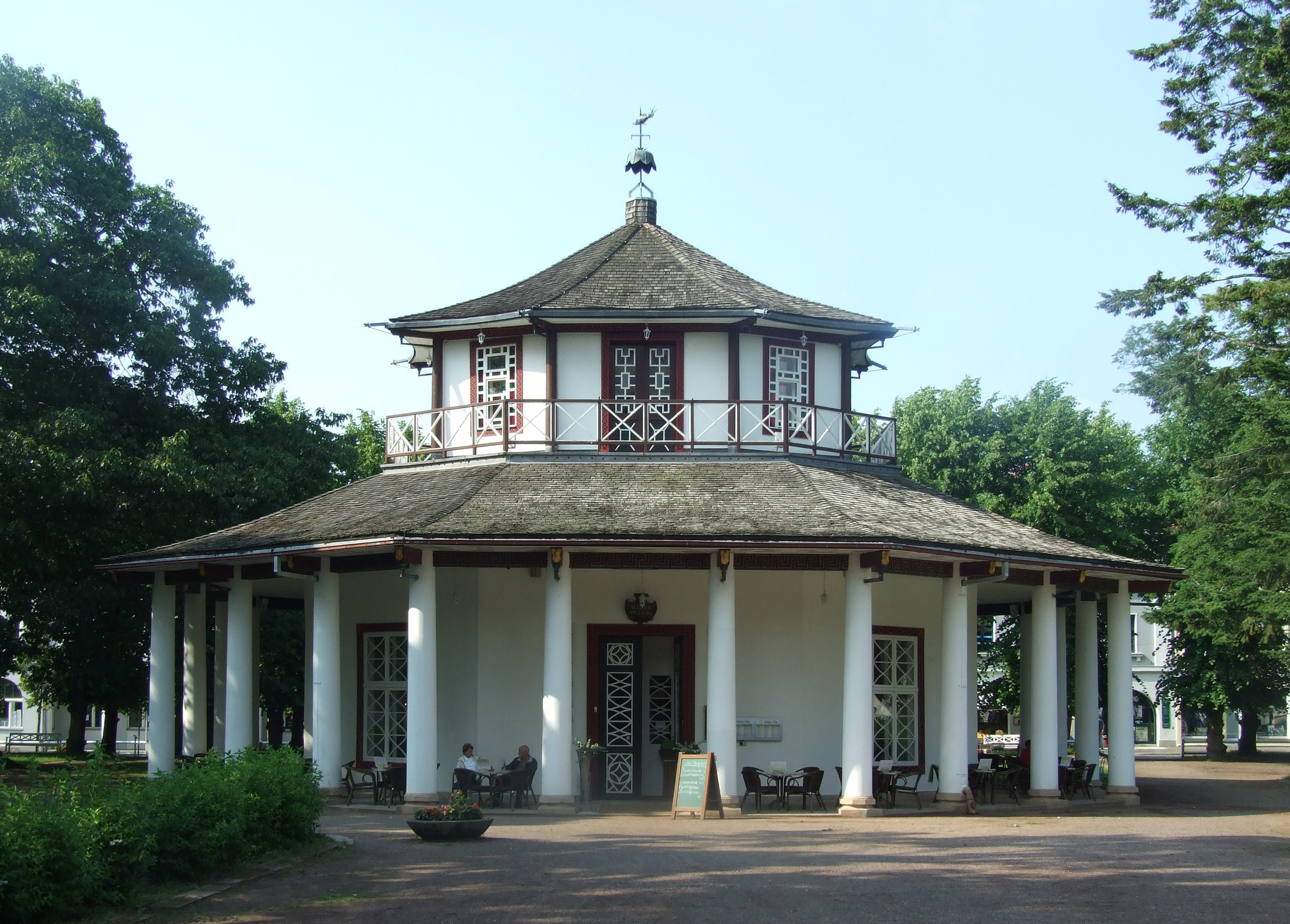
Weißer Pavillon
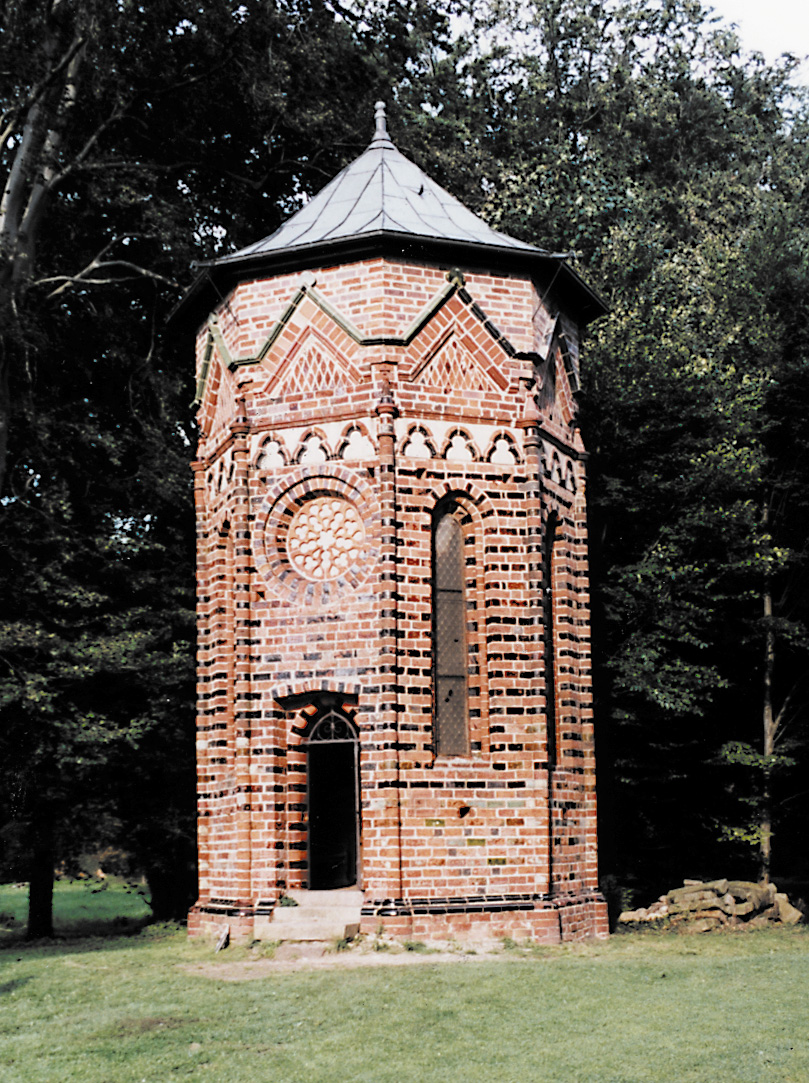
Hřbitovní kaple
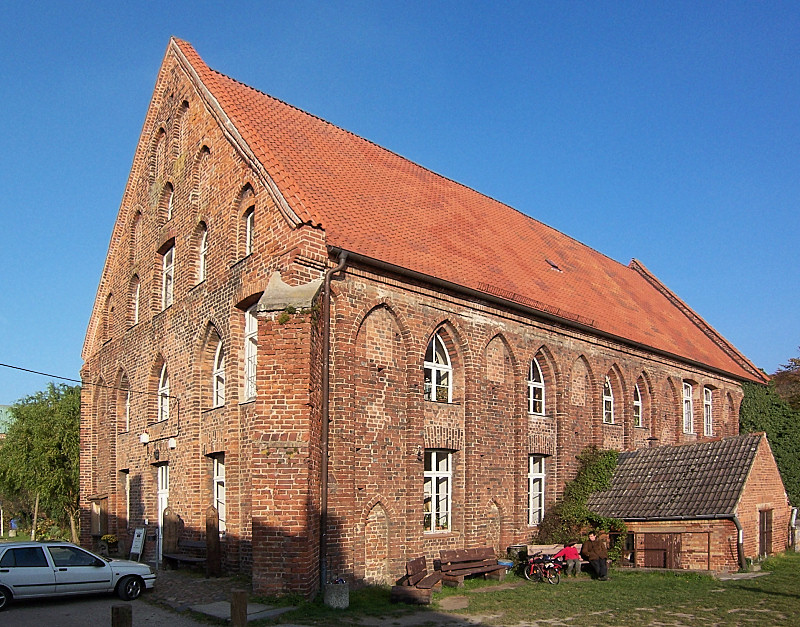
Bývalý klášterní pivovar